# Claude-Denis Mater
Pour les articles homonymes, voir Mater.

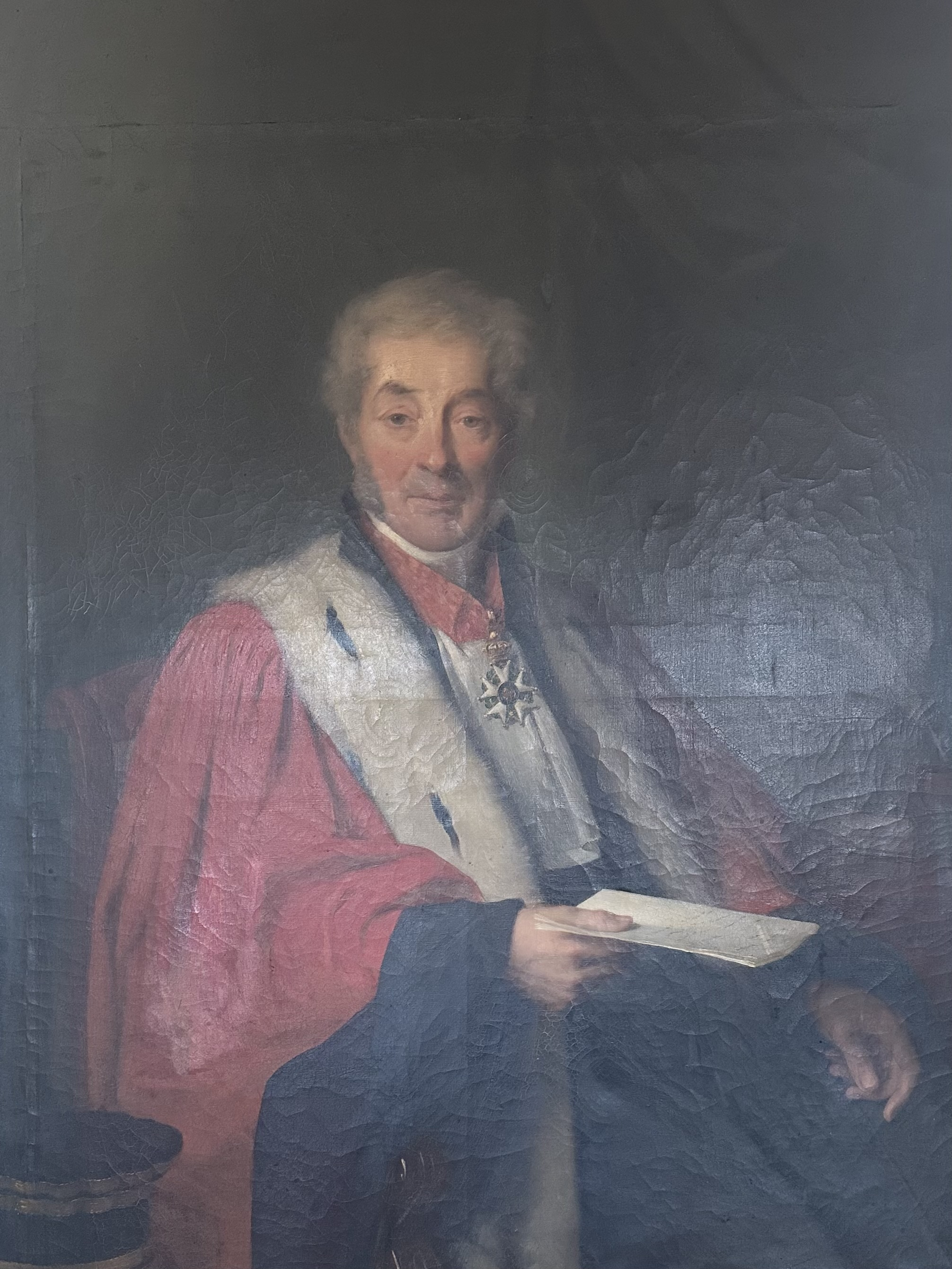
Tableau exposé dans le salon d’honneur de la Cour d’Appel de Bourges.

Claude-Denis Mater est un homme politique français né le 30 septembre 1780 à Viarmes (Yvelines) et mort le 25 février 1862 à Bourges (Cher).

## Biographie
Fils d'un tapissier, il est avoué à Bourges en 1803, puis avocat en 1815. Opposant à la Restauration, il est nommé premier président de la Cour d'appel de Bourges en septembre 1830 jusqu'au 3 juillet 1853.
Il est député du Cher de 1839 à 1848, siégeant dans la majorité soutenant la Monarchie de Juillet.
Rallié à l'Empire, il est conseiller à la cour de cassation par le décret du 26 juin 1852 jusqu'au 30 septembre 1855, date à laquelle il est nommé conseiller honoraire et prend sa retraite.
Amateur d'art et de littérature, il publie des poésies. Le préfet du Cher prend un arrêté le 30 juin 1834 pour la création d'un musée départementale d'antiquités, d'histoire naturelle et des arts à Bourges et d'une commission pour concourir à sa formation. Il est le vice-président de cette commission. Il est nommé conservateur en 1838 et Alphonse Joseph Charmeil conservateur-adjoint. Il devient correspondant de l'institut historique en 1834.

## Pour approfondir